# Kravanja
Kravanja je priimek več znanih Slovencev:
- Aljoša Kravanja (*1984), dr. filozofije, prevajalec, urednik
- Ana Kravanja (*1975), glasbenica, radijska režiserka
- Andrej Kravanja, gorski vodnik?
- Anton Kravanja - Kopiščar star. (1866—??), gornik
- Anton Kravanja - Kopiščar ml. (1889—1953), gornik, gorski reševalec
- Boris Kravanja, ??
- Boštjan Kravanja (*1972), etnolog, kulturni antropolog (FF UL)
- Ciril Kravanja (1905—1978), slikar samouk
- Cvet(k)o Kravanja, polkovnik SV
- Ferdo Kravanja (1912—1944), narodni delavec, član organizacije TIGR
- Ida Kravanja (1907—1979), filmska igralka, bolj znana pod umetniškim imenom Ita Rina
- Jure Kravanja (*1960), fotograf
- Matija Kravanja (1832—1903), duhovnik, organizator
- Nika (Nikolaja) Kravanja (*1942), krajinska oblikovalka
- Rok Kravanja, igralec, performer
- Stojan Kravanja (*1957), gradbenik, prof.
- Tine Kravanja (*1991), dvoranski nogometaš
- Viktor Kravanja (1900—??), gradbenik, stokovnjak za železnice in predore
- Zdravko Kravanja (*1957), prof. za kemijsko inženirstvo, dekan FKKT UM